# Constant Devreese
Constantinus Fidelis Amandus (Constant) Devreese (Kortrijk, 5 juni 1823 – aldaar, 22 november 1900) was een Belgisch beeldhouwer.

## Leven en werk
Constant Devreese was een zoon van Joannes Medardus Devreese en Theresia Monica Generé. Zijn vader was slotenmaker en maakte waarschijnlijk ook kunstsmeedwerk. Toen Constant geboren werd viel Kortrijk nog onder het Verenigd Koninkrijk der Nederlanden, na de Belgische Revolutie in 1830 ontstond het onafhankelijk Koninkrijk België. Devreese kreeg tekenles aan de Kortrijkse academie en kreeg twee jaar les van beeldhouwer Karel Hendrik Geerts in Leuven. Hij vervolgde zijn opleiding aan de Koninklijke Academie voor Schone Kunsten van Brussel (1845-1849), onder leiding van Louis Jehotte en Eugène Simonis. Hij werkte acht jaar op Simonis' atelier in Brussel en werkte mee aan diens standbeeld van Godfried van Bouillon. Devreese trouwde in 1860 met muzieklerares Virginie Constance Vande Wiele, dochter van Jan Vande Wiele, componist en organist van de O.L. Vrouwekerk van Kortrijk. Uit dit huwelijk werden vier kinderen geboren, onder wie zoon Godefroid Devreese (1861-1941), die als beeldhouwer in de voetsporen van zijn vader zou treden. Godefroid maakte in 1894 een gebeeldhouwd portret van zijn vader.
Constant Devreese maakte vooral heiligenbeelden en een aantal bustes. Hij was ook actief als restauratiebeeldhouwer en maakte daarvoor een groot aantal modellen en gietvormen, hij restaureerde onder meer het stadhuis van Kortrijk (187-1873) en het voorportaal van de Sint-Maartenskerk (1882-1885) in Kortrijk. Devreese nam deel aan diverse tentoonstellingen, waaronder de salons in Kortrijk (1865, 1874, 1881) en Brugge (1866), op de Exposition historique de l'art belge 1830-1880 in Brussel toonde hij een marmeren beeldje van een kind slapend op een trommel. Devreese wilde graag leraar worden aan de academie van Kortrijk en beloofde het gemeentebestuur het eerste jaar gratis te werken. In het schooljaar 1854-1855 mocht hij beginnen met een nieuwe beeldhouwklas, waar hij tot 1900 aan verbonden zou blijven. Tot zijn leerlingen behoorden, naast zijn zoon, Victor Acke, Hendrik Jozef de Block, Lieven Colardyn, Valère Dupont, Henri-Julien Noreilde, Victor Sileghem en Georges Vandevoorde.
In 1890 kreeg Constant Devreese door koning Leopold II het Burgerkruis Eerste Klas toegekend. Toen hij met beeldhouwen stopte verkocht hij zijn modellen en gietvormen aan zijn leerling Noreilde. Constant Devreese overleed in 1900 op 77-jarige leeftijd. Hij werd met zijn vrouw begraven op het Sint-Janskerkhof in Kortrijk. Op hun graf is een bronzen dubbelportret aangebracht, dat in 1903 werd gemaakt door zoon Godefroid.

## Enkele werken
- 1860 Sint-Apollonia voor de kapel van het begijnhof in Kortrijk, ter gelegenheid van de oprichting door grootjuffrouw Clementia Hiers van de broederschap van de heiligen Apollonia, Margaretha en Godelieve.
- 1862 nisbeelden van Sint-Petrus en Sint-Paulus voor de voorgevel van de Sint-Salvatorkerk in Harelbeke.
- beelden van Sint-Jozef met Kind, Sint-Antonius met Kind, Sint-Augustinus en Karel de Goede voor de O.L. Vrouwekerk van Kortrijk.
- 1872-1873 nisbeelden van Maria met Kind en twaalf graven van Vlaanderen ter gelegenheid van de renovatie van het stadhuis van Kortrijk. De beelden werden in de Tweede Wereldoorlog vernield.
- 1878 Sint-Amandus voor het college in Kortrijk.
- ca. 1882-1885 tafereel van Sint-Martinus en de bedelaar voor de Sint-Maartenskerk in Kortrijk.
- buste van zijn zwager, gerechtsdeurwaarder Pierre Adolphe Vande Wiele.
- portretbuste van zijn schoonvader Jan Vande Wiele (1795-1866).
- Christus in 't graf onder het hoogaltaar van de parochiekerk van Pont-à-Celles

## Fotogalerij

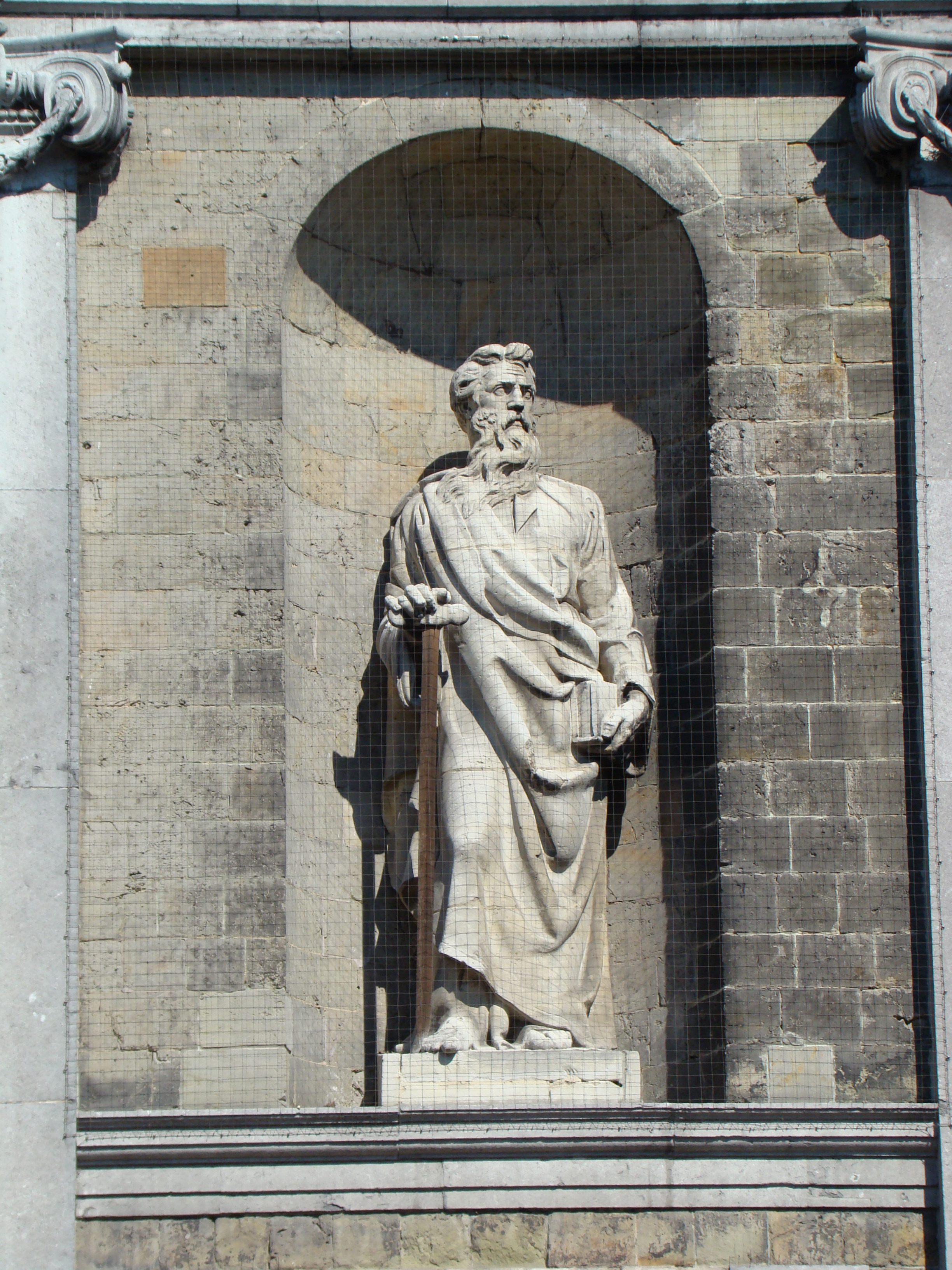
Paulus (1862), Harelbeke
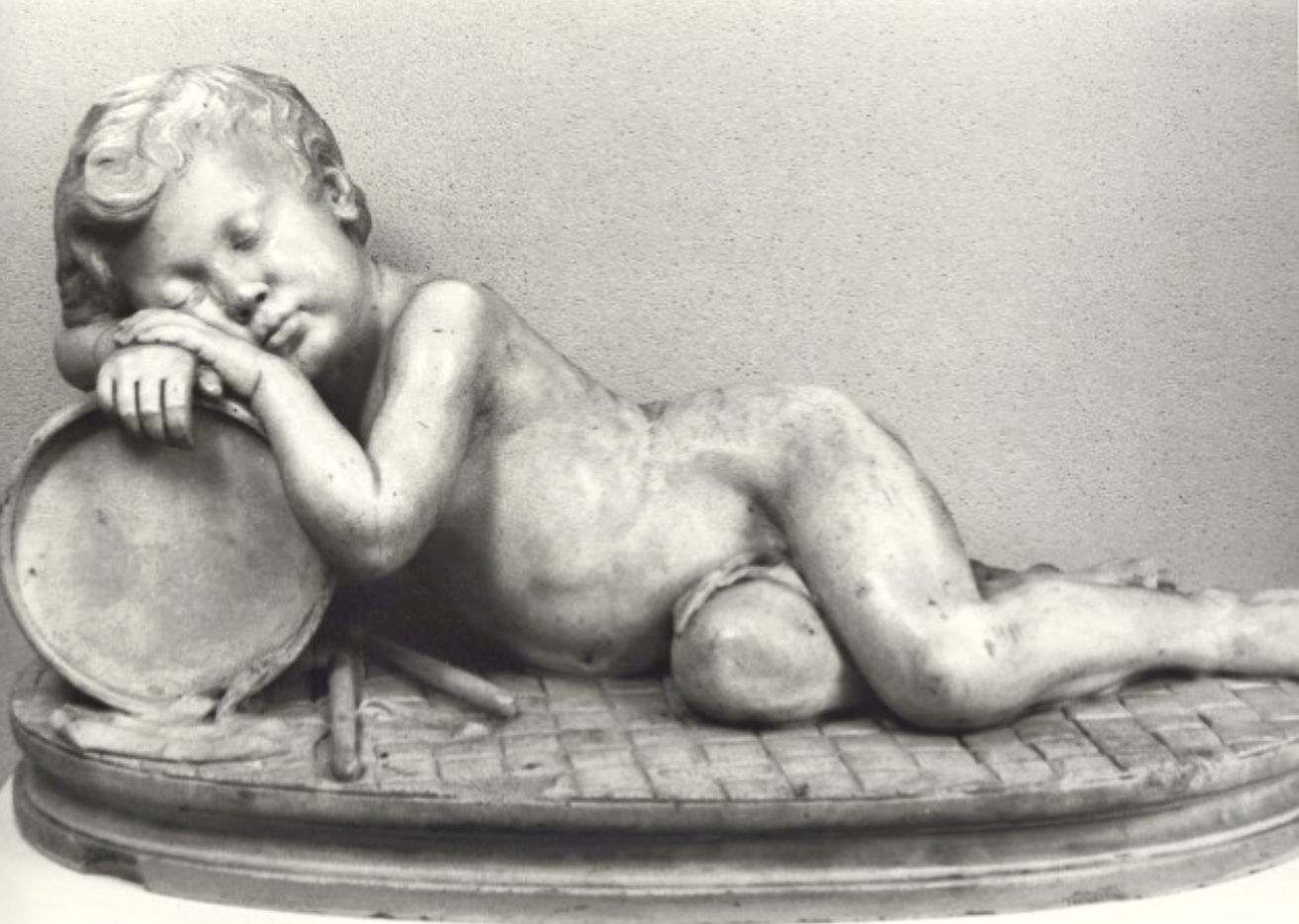
Kind slapend op zijn trommel (1880), collectie Stadsmuseum Kortrijk
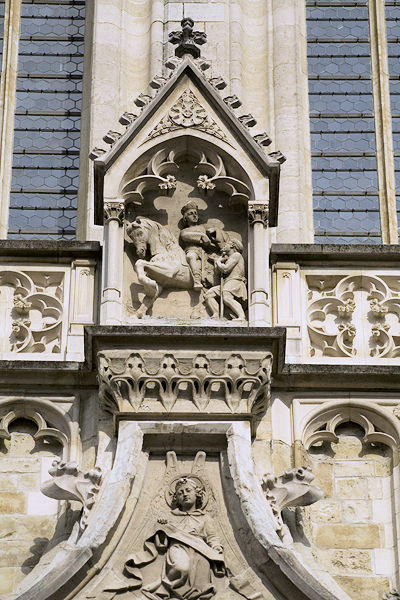
Sint-Maarten (ca. 1882-1885), Kortrijk

- Biografisch Portaal: 32843933
- RKD-Nederlands Instituut voor Kunstgeschiedenis: 22414